# تتراهیدروکسی‌بورات
تتراهیدروکسی‌بورات (به انگلیسی: Tetrahydroxyborate) یک یون معدنی با فرمول شیمیایی H۴BO۴- یک ترکیب شیمیایی با شناسه پاب‌کم ۱۷۷۵۹۵ است. که جرم مولی آن ۷۸٫۸۴۰ g/mol می‌باشد. 